# Chaetophiloscia splitensis
Chaetophiloscia splitensis är en kräftdjursart som beskrevs av Karl Wilhelm Verhoeff 1930. Chaetophiloscia splitensis ingår i släktet Chaetophiloscia och familjen Philosciidae. Inga underarter finns listade i Catalogue of Life.